# Даніель Штибер
Даніель Пйотр Штибер (пол. Daniel Piotr Sztyber; 24 травня 1987, м. Варшава, Польща — 25 листопада 2022, с. Новоселівське Луганська область, Україна) — польський військовик-доброволець Інтернаціонального легіону територіальної оборони України, учасник російсько-української війни. Кавалер Ордена «За мужність» ІІІ ступеня (посмертно).

## Життєпис
Народився 24 травня 1987 року у Варшаві в сім'ї Мірослава Штибера. Здобув три вищі освіти: міжнародні відносини, культурологія та управління нерухомістю, крім того вивчав криміналістику та психологію. Досконало володів англійською мовою, а також трохи знав іспанську, французьку, розумів українську і російську.
Даніель ніколи не служив у війську та не брав участі в жодних військових операціях, проте мав добрий вишкіл завдяки участі у вишкільних центрах для молоді, які проводили колишні бійці польського елітного спецпідрозділу GROM. Завдяки цим вишколам та особистому наставництву від колишнього командира GROMу полковника Кшиштофа Пшепюрки Даніель Штибер здобув дуже багато корисних вмілостей. Він мав ліцензії з парашутизму, високогірного альпінізму та спелеології, дайвінгу, спортивної і бойової стрільби, керування дронами й моторним човном, мотодельтапланеризму, радіозв'зку та домедичної допомоги, був спортивним інструктором із виживання. Був активним діячем фонду допомоги ветеранам Армії Крайової й кіл, пов'язаних із Варшавським повстанням.
З початком повномасштабного російського вторгнення в Україну став активно допомагати постраждалим українцям — спочатку в Польщі, згодом в Україні, де евакуйовував людей із прифронтових міст і селищ. У березні 2022 року Даніель вступив до Інтернаціонального легіону. Був розвідником.

## Загибель
Загинув 25 листопада 2022 року в районі села Новоселівське на Луганщині під час бойового завдання — розвідки по російській стороні фронту. Його група мала визначити точне розташування військ ворога, що допомогло б скоординувати українську атаку. Проте бійці натрапили на міну і Даніеля поранило. Під час транспортування до лікарні воїн помер у БТР-і, яким його везли.
Прощались з Даніелем Штибером у Харкові та Києві. Остання церемонія прощання відбулася 20 грудня 2022 року в костелі святого Апостола Андрія у Варшаві. Похований на варшавському цвинтарі Старе Повонзкі (Stare Powązki).

## Нагороди
- Орден «За мужність» III ступеня (28 вересня 2023, посмертно) — за особисту мужність, виявлену у захисті державного суверенітету та територіальної цілісності України, самовіддане виконання військового обов'язку[6].
- Медаль «За військову службу Україні» (2 лютого 2023, посмертно) — за особисту мужність і самовідданість, виявлені у захисті державного суверенітету та територіальної цілісності України, вірність військовій присязі[7].